# Elcserélt lányok (1. évad)
Az első évad premierje 2011. június 6-án volt a ABC family csatornán, az utolsó epizód premierjét 2012. október 22-én vetítették. Az évad 30 epizódból áll.
Hazánkban M1 csatorna kezdte el sugározni 2011. december 13-án, hetente, főműsoridőben. 2012. május 17-ig sugározta de ezután egy hosszabb szünet következett a sorozat hazai vetítésében. 2013. január 6-án azonban visszakerült a képernyőre a 23. résszel. Innentől vasárnap kora esténként folytatódott a sorozat. 2013. február 24-én adták le az évad utolsó epizódját.
2014 nyarán az M2 csatorna ismétlésben vetítette.
| Sorszám | Epizód száma | Epizód címe                                                                       | Vetítés USA          | Vetítés Magyarország |
| --- | ------------ | --------------------------------------------------------------------------------- | -------------------- | -------------------- |
| 1 | 1            | Ez nem egy pipa / This Is Not a Pipe                                              | 2011. június 6.      | 2011. december 13.   |
| Amikor Bay Kennish a biológiaórán végzett vérelemzési kísérlet alkalmával megmagyarázhatatlan eredményekkel találja szemben magát, akkor gondolkodik el azon először: vajon lehet, hogy őt születésekor elcserélték? Bay nem nyugszik mindaddig, míg rá nem veszi szüleit, hogy alaposabban nézzenek utána a dolognak, és nemsokára már nemcsak a jómódú Kennish családnak, de a város kevésbé elegáns negyedében akó Vasquez családnak is újra kell rendeznie sorait. |              |                                                                                   |                      |                      |
| 2 | 2            | Amerikai gótika / American Gothic                                                 | 2011. június 13.     | 2011. december 20.   |
| A két igen ellentétes természetű anya között egyre élesedik a konfliktus, amint Kathryn lépten-nyomon megkérdőjelezi Regina nevelési elveit. Ráadásul Regina, Dphne édesanyja nem akar Kenishékkel együtt pert indítani a kórház ellen, ahol a mindannyiuk életére kiható hibát elkövették, ami amiatt Kathrynben felmerül a gondolat, hogy Reginának valami rejtegetnivalója van. Eközben a lányok megpróbálnak hozzászokni az új közös életükhöz. Bay járni kezd Ty-jal, egy Daphne régi környékéről való sráccal, míg Daphne randit beszél meg Liammel, nem tudva, hogy ő Bay volt barátja, aki semmit sem tud a két lány közti kapcsolatról.         |              |                                                                                   |                      |                      |
| 3 | 3            | Apám arcképe / Portrait of My Father                                              | 2011. június 20.     | 2011. december 27.   |
| Látva, hogy Regina és Daphne beköltöztek a Kennish család otthonába, a szomszédok és ismerősök kezdenek kérdéseket feltenni. Kathryn úgy gondolja, jobb megőrizni a titkot, ezért hazugságot talál ki, hogy védje Bayt, akit hamar szájára vesz a város. Bay vér szerinti apja után érdeklődik Daphnétől, és mikor nem kap választ, maga kezd elszánt nyomozásba. |              |                                                                                   |                      |                      |
| 4 | 4            | Tőrök között táncoló / Dance Among a Daggers                                      | 2011. június 27.     | 2012. január 5.      |
| Kathryn jótékonysági összejövetelt rendez a háznál az iskola javára, és az új családtagok hamarosan a Mission Hills-i pletykák középpontjába kerülnek. A hangulatot az sem dobja fel különösképpen, hogy Kathryn féltékeny lesz Johnra, amiért összebarátkozott Melody-val. Ráadásul Kathryn egyik legjobb barátnőjének volt férje vacsorázni hívja Reginát, Bay pedig nehezen tudja elfogadni, hogy Daphne egyre több időt tölt Liammel. |              |                                                                                   |                      |                      |
| 5 | 5            | Kutyák a pókerasztalnál / Dogs Playing Poker                                      | 2011. július 4.      | 2012. január 12.     |
| Miután kiderült, hogy Bay titokban találkozgat Ty-jal, John és Kathryn ragaszkodnak hozzá, hogy a fiút meghívják a házhoz. Bay fel akarja készíteni barátját a várható keresztkérdésekre, de arra a titokra maga sincs felkészülve, amit Ty elmond aznap este. Daphne újabb erkölcsi próbák elé néz, amikor Toby elcsábítja őt és Emmettet egy pókerpartira. |              |                                                                                   |                      |                      |
| 6 | 6            | Az emlékezet állandósága / The Persistence of Memory                              | 2011. július 11.     | 2012. január 19.     |
| Daphne szeretne beilleszkedni az új iskolában, de egy főzésórán történt incidenst követően a rossz nyelvek céltáblája lesz. Eközben Bay és Emmett egyre közelebb kerülnek egymáshoz, amint együtt nyomoznak a lány apja után. Toby vissza akarja fizetni Wilke-nek, amivel tartozik, de az igyekezete újabb bajba sodorja. A Kennish házaspár megtudja, hogy a kórház visszavonta a kártérítési ajánlatát, és bíróság elé akarja vinni az ügyet. |              |                                                                                   |                      |                      |
| 7 | 7            | Szarvasvadászat / This Stag Hunt                                                  | 2011. július 18.     | 2012. január 26.     |
| Miután Kennish-ék tudomást szereznek róla, hogy Toby-nak köze volt a vizsgadolgozat ellopásához, a fiú elhatározza, hogy feladja magát, és nem hagyja, hogy Wilke egymaga vigye el a balhét. Bay és Emmett tovább folytatják a kutatást a lány apja után. Daphne eközben tudomást szerez egy egész életét befolyásoló titokról, amelyet Regina eddig elrejtett előle. |              |                                                                                   |                      |                      |
| 8 | 8            | Pandóra szelencéje / Pandoras Box                                                 | 2011. július 25.     | 2012 február 2.      |
| Ahogy Bay és Emmett kapcsolata kezd egyre komolyabbá válni, Bay azt is egyre jobban látja, hogy a fiú még szereti Daphnét. Daphne eközben annyira kiakad Reginára a kiderült titok miatt, hogy egész nap Wilke-vel lóg a régi környéken. Kathryn és John is elképednek a hírekről értesülvén, és tisztázni akarják Reginával, mit tudott arról és mikortól, hogy gyermekeiket elcserélték. |              |                                                                                   |                      |                      |
| 9 | 9            | Elveszett paradicsom / Paradise Lost                                              | 2011. augusztus 1.   | 2012 február 9.      |
| Bay és Daphne közösen ünneplik születésnapjukat, amelyet Regina arra akar felhasználni, hogy kibéküljön a lányokkal. A Kennish házaspár azt tervezi, hogy megtegyék a szükséges jogi lépéseket, hogy ők lehessenek mindkét lány gondviselői. Bay és Emmett szeretnék elmondani Daphnének, hogy együtt járnak, de Melody személyében komoly akadály kerül az útjukba. |              |                                                                                   |                      |                      |
| 10 | 10           | A hazatérés / The Homecoming                                                      | 2011. augusztus 8.   | 2012. február 16.    |
| Bay-nek hatalmas meglepetésben van része, amikor beállít vér szerinti apja, Angelo, aki szeretné mindkét lányt megismerni, aminek Kennishék egyáltalán nem örülnek. Miközben Bay és Emmett kapcsolata kezd egyre mélyülni, a nyilvánvaló kommunikációs nehézségek ellenére, erről nem tudva Daphne felfedezi magában vonzalmát Emmet iránt. Amikor ezt meg is vallja a fiúnak, Emmett súlyos dilemma elé kerül, hisz Daphne-ba gyerekkora óta reménytelenül szerelmes volt. Miközben Wilke és Toby fesztiválfellépésre viszik Emmettet, új dobosukat, a lányoknak tisztázniuk kell egymást közt a dolgok állását.                                        |              |                                                                                   |                      |                      |
| 11 | 11           | Csillagos ég / Starry Night                                                       | 2012. január 3.      | 2012. február 23.    |
| Daphne Emmett után megy a zenei fesztiválra, ám amint erről Bay tudomást szerez, ő is utánuk siet. Kathryn megkeresi azt az ápolónőt, akinek a vallomása segítségükre lehet a kórház ellen indított perben. John beleegyezik, hogy Bay találkozzék vér szerinti apjával, Angelóval, de ragaszkodik hozzá, hogy Regina is jelen legyen. Így kerül sor az első családi hármas találkozóra, ami egyáltalán nem úgy sül el, ahogy tervezték. |              |                                                                                   |                      |                      |
| 12 | 12           | A vihar / The Tempes                                                              | 2012. január 10.     | 2012. március 1.     |
| Daphne ajánlatot kap a Bruckner kosárlabda-csapatának edzőjétől, hogy játsszon az ő csapatukban. A lány lelkesen fogadja az ötletet, de John nem is akar hallani arról, hogy Daphne bajnokság közben elhagyja a Carlton csapatát, amelyet egy idő óta személyesen a szárnyai alá vett. Daphne egyre több időt tölt új barátnőjével, Simone-nal és társaságával, de bizonyos lokálok látogatásához hamis személyire van szüksége. Ez adja az ötletet Tobynak és Wilke-nek új igazolványhamisító vállalkozásukhoz. Bay szeretné, ha Melody jobb véleménnyel lenne róla, ezért Reginát is elhívja magával, amikor társasjátékozásra hivatalos Emmettékhez.  |              |                                                                                   |                      |                      |
| 13 | 13           | Önarckép bekötött füllel / Self-Portrait With Bandaged War                        | 2012. január 17.     | 2012. március 8.     |
| Emmettet letartóztatják Bay születésnapi óriásplakátja miatt, és a két rendőr nem veszi észre, hogy a fiú siket. Daphee felkeresi Angelót, hogy életében először elbeszélgessen vele, de csupa olyasmit hall, amit inkább ne hallott volna. Miután Daphne a Bruckner csapatával játszott első meccsét végig a kispadon tölti, rájön, hogy csak a fogyatékossági támogatás miatt hívták a csapatba. Kathryn elkezdi írni a könyvét az elcserélt lányokról, de Regina egyáltalán nem örül ennek. |              |                                                                                   |                      |                      |
| 14 | 14           | Gabrielle D'estrees és nővére a fürdőkádban / Les Soeurs d'Estées                 | 2012. január 24.     | 2012. március 22.    |
| Daphne és Bay egyesült erővel megpróbálnak pénzt felhajtani, hogy Emmettnek ne kelljen eladnia a motorját azért, hogy kifizethesse az ötezer dolláros büntetést a szabálysértésért. Amikor a sütiárusítás nem bizonyul elég hatásosnak, Daphne elhatározza, hogy Kennishéktől próbál meg szerezni – nem éppen becsületes eszközökkel. Toby és Wilke eközben a videóklipjük rendezésére Simone-t kérik fel, aki flörtölni kezd Tobyval. Angelo egy elszólásból tudja meg, hogy Regina évek óta tudott arról, hogy a lányokat születésükkor elcserélték, és ez kétségessé teszi tervezett közös vállalkozásukat.                                           |              |                                                                                   |                      |                      |
| 15 | 15           | Kiűzetés a pradicsomból / Expulsion From The Garden Of Eden                       | 2012. január 31.     | 2012. március 29.    |
| Bay végre megismeri Emmett apját és annak temperamentumos barátnőjét, amikor segít a fiúnak a költözésben. Daphne szemtanúja lesz, hogy John egy ismeretlen nővel beszélget egy kávéházban, és a legrosszabbtól kezd tartani. Kathry összefut Angelóval a piacon, és meghívja egy nagy családi vacsorára. Az estét váratlanul új hír zavarja meg, amikor fény derül Angelo múltjának egy sötét foltjára. |              |                                                                                   |                      |                      |
| 16 | 16           | A két frida / Las Dos Fridas                                                      | 2012. február 7.     | 2012. április 5.     |
| Kathryn édesanyja látogatóba érkezik, és szókimondó természetével csakhamar súlyos viharokat kavar az érzékeny lelkiállapotban lévő lányok között. Daphne az iskola öltözőjében meglátja Monicát, egy lányt a régi környékről, aki hamar összeszólalkozik a hozzá hasonlóan előítéletes Simone-nal. Toby-t egyre jobban zavarja, hogy Baynek lesz igaza, és Simone tényleg át akarja őt formálni külsőleg is, nem csak a zenéjét. |              |                                                                                   |                      |                      |
| 17 | 17           | Saját vágyaimtól ments meg / Protect Me From What I Want                          | 2012. február 14.    | 2012. április 12.    |
| Emmet egy családi portré készítését kapja iskolai feladatként, amelyet a Kennish és a Vasquez családról közösen fog elkészíteni. Regina a fodrászüzletben megismerkedik egy galériatulajdonossal, akinek felkeltik az érdeklődését Bay munkái, és ellátogat a fiatal művész műtermébe, Kennishék garázsába. Eközben Emmettet egyre jobban zavarja Bay és Ty korábbi kapcsolata. |              |                                                                                   |                      |                      |
| 18 | 18           | A festészet művészete / The Art of Painting                                       | 2012. február 21.    | 2012. április 19.    |
| Regina több alkotását is kiállítják a “A préri hangjai” című kiállításon, amelynek a megnyitójára Bay végül hajlandó elmenni, és amelyen Melodynak sikerül alaposan összevesznie volt férjével Emmett újabb furcsa szokásai miatt. Kathryn úgy gondolja, hogy anyagilag is támogatnia kell Britiát, az ápolónőt, aki tanúvallomást fog tenni az érdekükben, és akit nemrég elbocsájtottak az állásából. Daphne megtudja, hogy a Carlton kosárlabdacsapatát fel akarják számolni sorozatos sikertelensége miatt. |              |                                                                                   |                      |                      |
| 19 | 19           | Levél egy magányos katonának / Write a Lonley Soldier                             | 2012. február 28.    | 2012. április 26.    |
| Bay a hírekből értesül, hogy Afganisztánban lezuhant egy katonai helikopter, benne Ty egységének tagjaival. Emmett összezavarodik, látva, Bay mennyire aggódik Ty miatt, különösen akkor, amikor megtudja, hogy Bay rendszeresen e-mailezik Ty-jal. Simone koncertet szervez Tobynak anélkül, hogy vele megbeszélte volna, pedig Toby ugyanarra az estére már elígérkezett a Guitar Face-szel egy szülinapi bulira. Simone szerint ejtenie kéne a bulit a koncert kedvéért. |              |                                                                                   |                      |                      |
| 20 | 20           | Csatatér / Game On                                                                | 2012. március 6.     | 2012. május 3.       |
| Bay elmondja Emmettnek, hogy közölte Ty-jal, hogy már Emmettel jár. Emmett a szülei közti konfliktusról számol be, akik a gyerekük feletti felügyeleti jogon marakodnak, és elmondja, hogy ő az apjával akar élni. Daphnee a Carlton színeiben készül a Buckner elleni kosárlabdameccsre. |              |                                                                                   |                      |                      |
| 21 | 21           | Ha az értelem alszik, eljönnek a szörnyek / The Sleep of Reason Produces Monsters | 2012. március 13.    | 2012. május 10.      |
| Emmett bocsánatkéréssel közeledik újra Bayhez, akit meglep a fiú váratlan hangulatváltozása. Daphne elárulja Baynek, hogy korábban írtak egy horror forgatókönyvet, és elhatározzák, hogy születésnapi ajándékként filmet forgatnak belőle Emmettnek. Mivel Toby nemigen boldogul a Brucknertől kölcsönzött technikával, Simone-t kérik meg, hogy segítsen. |              |                                                                                   |                      |                      |
| 22 | 22           | Vénusz, Kupidó és az idő / Venus, Cupid, Folly and Time                           | 2012. március 20.    | 2012. május 17.      |
| A Carton Siketek Iskolája a szalagavató bálra készül. Emmett és Daphne az utolsó pillanatig vártak azzal, hogy meghívják kísérőiket. Angelo váratlanul bejelentkezik telefonon, és közli, hogy Olaszországban sikerült tisztáznia magát. Kathryn és ügyvédje, Craig felkeresnek egy ápolónőt, aki a számítógép előtti korszakban dolgozott a kórházban, és értékes információkkal szolgálhat a perhez. |              |                                                                                   |                      |                      |
| 23 | 23           | Ez az álmaim színe / This Is The Color of My Dreams                               | 2012. szeptember 3.  | 2013. január 6.      |
| Bay visszatér a Galapagos-szigeteken töltött vakációjáról – színes tollakkal a hajában és oldalán egy új fiúval. Emmett is értesül róla, mennyire rosszul áll a szénája, mégis megpróbálja visszahódítani Bayt, és Daphne közvetítésével levelet küld neki. Daphne eközben munkát keres a város különböző éttermeiben, de amikor megtudják, hogy siket, mindenhol félnek alkalmazni. Daphne végül rászánja magát, hogy félretegye büszkeségét, és Kathryn segítségét kérje. Angelo perének tárgyalásán az egész família megjelenik. |              |                                                                                   |                      |                      |
| 24 | 24           | A betolakodó / The Intruder                                                       | 2012. szeptember 10. | 2013. január 13.     |
| Regina hirtelen meghozott döntése teljesen felforgatja mind a Kennish, mind a Vazquez család életét. Kathryn könyve hatalmas sikert arat, és a temérdek dedikálás és könyvbemutató miatt a szerző életében először nem tud tökéletes háziasszony lenni, de ezt egy cseppet sem bánja. A férje, John annál is inkább, ráadásul éppen ekkor kerül egy ifjabb baseballsztár az esély közelébe, hogy megdöntse John évekkel azelőtti rekordját. Daphne és Emmett benevezik zombifilmjüket egy fesztiválra, és amikor emiatt Emmett Kennishék udvarában jár, Toby durván nekitámad a Simone-ügy miatt.                                                        |              |                                                                                   |                      |                      |
| 25 | 25           | Mutasd meg magad / The Shock of Being Seen                                        | 2012. szeptember 17. | 2013. január 20.     |
| Kathryn, Regina és Melody elmennek vacsorázni abba az étterembe, ahol Daphne dolgozik, és a séfnek sikerül elkápráztatnia őket, és nemcsak a konyhaművészetével. Kathryn tévéinterjút ad a könyve megjelenése kapcsán, és magával hívja Reginát is, aki végül Kathryn legnagyobb megdöbbenésére a riporter figyelmének középpontjába kerül. Angelo felajánlja, hogy segít Baynek a francia házi dolgozat elkészítésében, ami remek alkalom arra, hogy apa és lánya jobban megismerjék egymást, egészen addig, amíg Bay nem kap egy SMS-t graffitis barátaitól, miután megpróbálja kihasználni Angelo odaadását arra, hogy kicselezze a Kennish szülőket. |              |                                                                                   |                      |                      |
| 26 | 26           | Megbocsájtás / Tree of Forgiveness                                                | 2012. szeptember 24. | 2013. január 27.     |
| Kathryn megpróbálja rávenni Tobyt, hogy kísérje el egy templomi összejövetelre, és játsszon el egy dalt, de Toby hajthatatlannak tűnik. A motoros találkozón Emmett megismerkedik egy siket motoros lánnyal, aki Daphne szerint pont hozzá való lenne, de Emmett még mindig abban reménykedik, hogy visszahódíthatja Bayt. Bay eközben elnyeri újdonsült graffitis barátainak elismerését, de az örömet lebukások egész sorozata követi. |              |                                                                                   |                      |                      |
| 27 | 27           | Függetlenségi nyilatkozat / The Declaration of Independence                       | 2012. október 1.     | 2013. február 3.     |
| Bay megtudja, hogy miközben Daphne egyre jobban bele van zúgva a főnökébe, a nála jóval idősebb férfi éppen Melodyval keveredett viszonyba. John aggódni kezd siket alkalmazottja, Travis miatt, a fiú ugyanis a munkaidő letelte után se igen akar hazamenni. A siketek iskolájának nyílt napján Travis randevút beszél meg Daphne-val, de a lány végül az étteremben köt ki, hogy tisztázza a helyzetet Jeff séffel. Bay és Zarra veszélyes helyzetbe kerülnek, amikor le akarják leplezni azt az ismeretlent, aki sorra felülfesti utcai képeiket. |              |                                                                                   |                      |                      |
| 28 | 28           | Mindenki magának szúrja el az életét / We Are The Kraken of Our Own Sinking Ships | 2012. október 8.     | 2013. február 10.    |
| Kathrynt nyugtalanítja Bay barátsága Zarrával, ezért a figyelem elterelése érdekében meghívja magukhoz vacsorára Bay volt barátját, Alexet és annak szüleit – Bay a hírt nem fogadja kitörő örömmel. Scuba elkövet egy súlyos ballépést a konyhában, és megkéri Daphne-t, hogy vállalja magára az esetet, őt a főnök úgysem fogja szigorúan megbüntetni. Tobyban kezd megérni a vágy, hogy egyre több időt töltsön Nikkivel, az ügy azonban nem olyan sima, mint kezdetben tűnt. Bay váratlan hívást kap Zarrától, hogy segítsen rajta, mert letartóztatták.                                                                                             |              |                                                                                   |                      |                      |
| 29 | 29           | A per / The Trial                                                                 | 2012. október 15.    | 2013. február 17.    |
| A kórház ellen indított per tárgyalása a fináléjába ér, de még ekkor is bekövetkeznek meglepő fordulatok. Bay nagy nehezen összeszedi a John széfjéből “kölcsönvett” pénzt, de az esetnek így is kellemetlen következményei lesznek. Daphne kapcsolata főnökével, Jeffel válaszút elé érkezik, eközben Toby, Nikki és Emmett új együttest alakítanak. |              |                                                                                   |                      |                      |
| 30 | 30           | Az utca zaja betör a házba / Street Noises Invade The House                       | 2012. október 22.    | 2013. február 24.    |
| Az étterem tulajdonosa tudomást szerez Daphne és Jeff kapcsolatáról, és vizsgálódni kezd az ügyben, ami kétségbeesett döntésre sarkallja a lányt. Baynek elege van az otthon rákényszerített szabályokból, és barátnőjével, Zarával elindul Mexikóba, hogy csatlakozzanak egy formabontó képzőművészeti vállalkozáshoz. A bíróságon kihirdetik az ítéletet a kórház ellen folytatott kártérítési perben. |              |                                                                                   |                      |                      |